# Bombardement op het theater van Marioepol

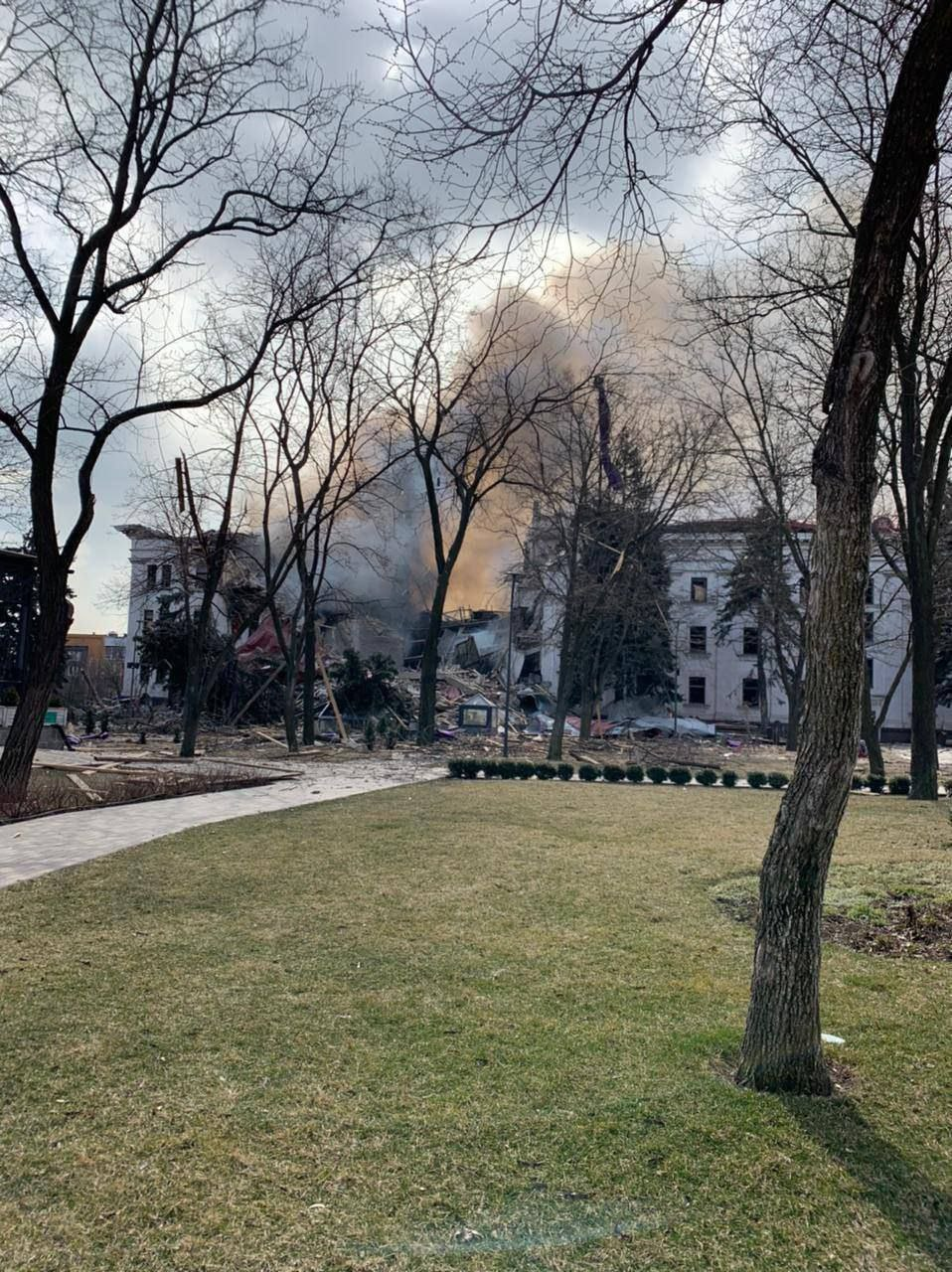
Het theater na de aanval

Het bombardement op het Regionaal Dramatheater van Donetsk vond plaats op 16 maart 2022, in het centrum van de Oekraïense stad Marioepol. Dit gebeurde tijdens de Slag om Marioepol, als onderdeel van de Russische invasie van Oekraïne die op 24 februari was begonnen.

## De aanval
Op het moment van de aanval hielden er zich naar alle waarschijnlijkheid zo'n 600 tot 800 burgers schuil in het theater, onder wie veel kinderen. De meesten zaten onder het theater in een massieve schuilkelder uit de Sovjettijd. Doordat de schuilkelder vol was schuilden er ook vele mensen in het theater zelf. Voor de hoofdingang van het theater hadden de gevluchte burgers in grote Russische letters 'kinderen' op de grond gekalkt. Het was tevens een van de drie locaties van waaruit bussen met vluchtende burgers via de humanitaire corridors de stad verlieten.

## Slachtoffers
Over het precieze aantal doden bestaat tot nu toe veel onduidelijkheid. De reddingsoperatie verliep, onder meer door de gevechten in de stad, zeer moeizaam. Ook was er bijna geen communicatie meer van en naar Marioepol. 
Op de eerste dag na het bombardement berichtten Oekraïense parlementariërs dat het merendeel van degenen die op het moment van de aanval in het theater waren, de aanval had overleefd. Negen dagen later liet het stadsbestuur van Marioepol via Telegram weten dat er bij de aanval op het theater ongeveer 300 doden waren gevallen. Latere reconstructies op basis van gesprekken met getuigen en filmpjes op sociale media hebben uitgewezen dat er minstens enkele tientallen doden moeten zijn gevallen bij de aanval.
Op 4 mei bracht Associated Press onderzoek naar buiten dat suggereerde dat er in het theater 600 doden waren gevallen. Op het moment van de aanval zouden er zo'n 1000 mensen in het gebouw zijn geweest.

## Berichten op sociale media
Op pro-Russische accounts op sociale media werden vier dagen voor het bombardement al geruchten de wereld in gebracht, onder meer door de journalist Dmitri Stesjin. In deze berichten werd gerept van Oekraïense burgers die gevangen zouden worden gehouden in het theater door Oekraïense strijdkrachten, die als provocatie van plan zouden zijn geweest om het gebouw op te blazen.
Zo'n twee uur na het bombardement verscheen een merkwaardig Telegram-bericht van een woordvoerder van de zelfverklaarde volksrepubliek Donetsk. Op dat moment wist de wereld nog niet wat er in Marioepol was gebeurd. Deze schreef dat "een Azov-strijder naar ons is overgelopen en ons heeft verteld dat hun militaire hoofdkwartier in de kelder van het theater zit, terwijl de theaterzaal vol is met burgers die bewaakt worden om te voorkomen dat ze vluchten." Hij schreef niets over het bombardement. Uit een reconstructie van de NOS en Nieuwsuur bleek later dat er geen Oekraïense Azov-militairen in het gebouw aanwezig waren.

## Reacties
Het stadsbestuur van Marioepol en de Oekraïense president Zelensky spraken na de aanval op het theater van een doelbewuste actie door het Russische leger. Het stadsbestuur en de minister van Buitenlandse Zaken Dmytro Koeleba noemden het een oorlogsmisdaad door Rusland. Het Russische ministerie van Defensie ontkende dat Rusland iets met de luchtaanval te maken had en wees in plaats daarvan het Azovbataljon aan als verantwoordelijke. Het bombardement werd op 7 april 2022 bestempeld als een van de grootste oorlogsmisdaden sinds het begin van de oorlog in Oekraïne. 

## Onderzoek
Een groep wapenexperts uit Londen concludeerde in de week na de aanval dat het theater door een lasergestuurde bom was getroffen.
Mensenrechtenorganisatie Amnesty International meldde op 30 juni 2022 dat ze na uitgebreid onderzoek concludeerden dat de aanval op het theater in Marioepol een duidelijke oorlogsmisdaad was. Vermoedelijk was Rusland er wel degelijk van op de hoogte dat honderden mensen hun toevlucht in het theater hadden gezocht, maar was het desondanks overgegaan tot het uitvoeren van het bombardement. Het theatergebouw was duidelijk herkenbaar en mensen hadden aan twee kanten van het gebouw in grote letters het Russische woord voor ‘kinderen’ geschreven. Piloten konden dat duidelijk zien vanuit de lucht, tevens was het goed zichtbaar op satellietbeelden.